# Buzet-sur-Baïse

Buzet-sur-Baïse este o comună în departamentul Lot-et-Garonne din sud-vestul Franței. În 2009 avea o populație de 1.251 de locuitori.

## Evoluția populației
| An        | 1975  | 1982  | 1990  | 1999  | 2006  | 2009  |
| --------- | ----- | ----- | ----- | ----- | ----- | ----- |
| Populație | 1.345 | 1.317 | 1.353 | 1.236 | 1.238 | 1.251 |